# Anna Skripka
Pour les articles homonymes, voir Skripka.
Anna Skripka est une mathématicienne ukraino-américaine dont les sujets de recherche comportent l'analyse non-commutative et les probabilités. Elle est professeure à l'université du Nouveau-Mexique.

## Formation et carrière
Skripka fait ses études de premier cycle à l'université nationale de Kharkiv, en Ukraine. Elle termine son doctorat à l'université du Missouri à Columbia sous la direction de Konstantin Makarov, avec une thèse intitulée « Trace formulae in finite von Neumann algebras ». Après avoir travaillé comme professeure adjointe invitée à l'université A&M du Texas et comme professeure adjointe à l'université du centre de la Floride, elle rejoint le département de mathématiques et de statistique de l'Université du Nouveau-Mexique en 2012, où elle est professeure à part entière.

## Prix et distinctions
Skripka est la lauréate 2019 du prix commémoratif Ruth I. Michler de l'Association for Women in Mathematics. 